# Mạch rây

Phloem (màu cam) vận chuyển các sản phẩm quang hợp đến các bộ phận khác nhau của cây.

Mạch rây hay libe (tiếng Anh: Phloem, phát âm: /ˈfloʊ.əm/) là một mô sống trong thực vật có mạch để vận chuyển những hợp chất hữu cơ hòa tan do quang hợp tạo ra (còn được gọi là chất đồng hóa), đặc biệt là đường saccarose, đến các bộ phận của cây cần thiết. Quá trình vận chuyển này được gọi là chuyển vị. Ở cây, libe là lớp trong cùng của vỏ cây, do đó tên gọi được chuyển từ tiếng Hy Lạp φλοιός (phloios) nghĩ là "vỏ cây". Thuật ngữ phloem lần đầu được Carl Nägeli giới thiệu vào năm 1858.

## Cấu tạo
Mô mạch rây bao gồm những tế bào dẫn lưu, thường gọi là ống rây, các tế bào nhu mô, bao gồm cả các tế bào kèm chuyên hóa hoặc tế bào đản bạch (albumin) hoặc các tế bào không chuyên hóa và tế bào hỗ trợ, chẳng hạn như sợi và cương bào.

### Ống rây
1. Xylem
2. Phloem
3. Cambium
4. Lõi thân
5. tế bào kèm

Mạch rây đơn giản và các tế bào kèm:

Các ống rây là dạng tế bào có chức năng vận chuyển đường trong cây. Khi trưởng thành, chúng không có nhân và có rất ít bào quan, do đó chúng dựa vào những tế bào kèm hoặc tế bào đản bạch cho phần lớn các nhu cầu trao đổi chất. Trước khi trưởng thành, tế bào ống rây cũng có không bào và các bào quan khác, chẳng hạn như ribosome, nhưng khi trưởng thành thì những bào quan này di chuyển về vách tế bào và tiêu biến; điều này để đảm bảo rằng các chất lưu ít bị cản trở khi di chuyển. Một trong số ít các bào quan vẫn còn trong các ống rây khi trưởng thành là mạng lưới nội chất có thể thấy ở màng plasma, thường ở gần plasmodesmata (ống nối các tế bào) để liên kết với những tế bào kèm hoặc tế bào đản bạch. Tất cả các tế bào rây đều có những lỗ ở hai đầu, được tạo thành từ sự biến đổi và phình ra của plasmodesmata, được gọi là mặt rây. Các lỗ được cố định bởi một polysaccharide gọi là callose.

### Tế bào nhu mô
Chúng có 2 loại, aerenchyma và chlorenchyma. Các tế bào nhu mô khác trong mạch rây thường không phân biệt được và được dùng để lưu trữ dưỡng chất.

#### Tế bào kèm
Chức năng trao đổi chất của các cơ quan trong ống rây phụ thuộc mật thiết vào các tế bào kèm, một thể chuyên biệt hóa của tế bào nhu mô. Tất cả các chức năng của tế bào ống rây được thực hiện bởi tế bào kèm (nhỏ hơn nhiều). Một tế bào thực vật có nhân điển hình thường có nhiều ribosom và ty thể hơn tế bào kèm. Tế bào chất của một tế bào kèm được liên kết với tế bào ống rây thông qua plasmodesmata. Vách tế bào chung giữa tế bào ống rây và tế bào kèm có nhiều plasmodesmata.
Có 2 loại tế bào kèm.
1. Tế bào kèm thông thường, có vách trơn và có ít hoặc không có những ống nối plasmodesmata với các tế bào khác ngoại trừ với tế bào ống rây.
2. Tế bào chuyển tiếp, có vách nhiều nếp gấp liền kề với các tế bào không rây, để tăng diện tích trao đổi. Chúng có chức năng bơm chủ động (cần năng lượng) các chất hòa tan từ các vách tế bào.

#### Tế bào đản bạch
Các tế bào đản bạch (albumin có cùng chức năng với tế bào kèm, nhưng chỉ liên kết với các tế bào rây và do đo chỉ có trong các thực vật có mạch không hạt và thực vật hạt trần.

### Tế bào hỗ trợ
Mặc dù chức năng chính của mạch rây là vận chuyển đường, nhưng nó cũng có thể chứa các tế bào có chức năng hỗ trợ cơ học. Những tế bào này nhìn chung là có 2 dạng: sợi và cương bào. Cả hai dạng tế bào đều có một vách tế bào thứ cấp và do đó sẽ chết khi trưởng thành. Vách tế bào thứ cấp giúp tăng độ cứng và độ bền kéo của chúng.

#### Sợi
Sợi libe là những tế bào hỗ trợ dài và nhỏ cung cấp độ bền kéo mà không bị hạn chế tính linh hoạt. Chúng cũng được tìm thấy trong mạch gỗ, và là thành phần chính trong các sản phẩm từ sợi chẳng hạn như giấy, lanh, và cotton.

#### Cương bào
Cương bào là những tế bào có hình dạng không đều để tăng độ bền nén nhưng có thể làm giảm tính cơ động trong một mức độ nào đó. Chúng cũng đóng vai trò như những cấu trúc chống động vật ăn cỏ, do hình dạng không đều và độ cứng của chúng có thể làm mòn răng khi động vật ăn cỏ nhai.

## Chức năng

Quy trình chuyển dịch trong mạch rây

Không giống như mạch gỗ (được cấu tạo chủ yếu bằng các tế bào chết), mạch rây được cấu tạo từ những tế bào còn sống và vận chuyển nhựa sống. Nhựa sống là một dung dịch có dung môi là nước, nhưng giàu các chất đường được tạo ra từ quang hợp. Những chất đường này được vận chuyển đến những bộ phận không có khả năng quang hợp của cây, chẳng hạn như rễ, hoặc đưa vào những cấu trúc dự trữ, tỉ dụ như củ hoặc thân hành.
Suốt quá trình sinh trưởng của cây, thường trong mùa xuân, các cơ quan dự trữ như rễ sẽ là nguồn cung cấp đường, và những phần đang phát triển của cây sẽ là nơi mà đường dịch chuyển đến. Sự chuyển dịch trong mạch rây là đa hướng, trong khi ở tế bào mạch gỗ là một chiều (hướng lên).
Sau giai đoạn sinh trưởng, khi các mô phân sinh không hoạt động, lá là nguồn cung cấp đường, và đường sẽ được chứa ở các bộ phận dự trữ. Các cơ quan mang hạt đang phát triển luôn là những nơi chứa đường. Bởi vì dòng chảy đa hướng, thêm vào đó vì nhựa sống không thể di chuyển dễ dàng giữa các ống rây, do đó không có gì lạ khi nhựa trong các ống rây liền kề chảy ngược hướng nhau.

## Sử dụng như thực phẩm

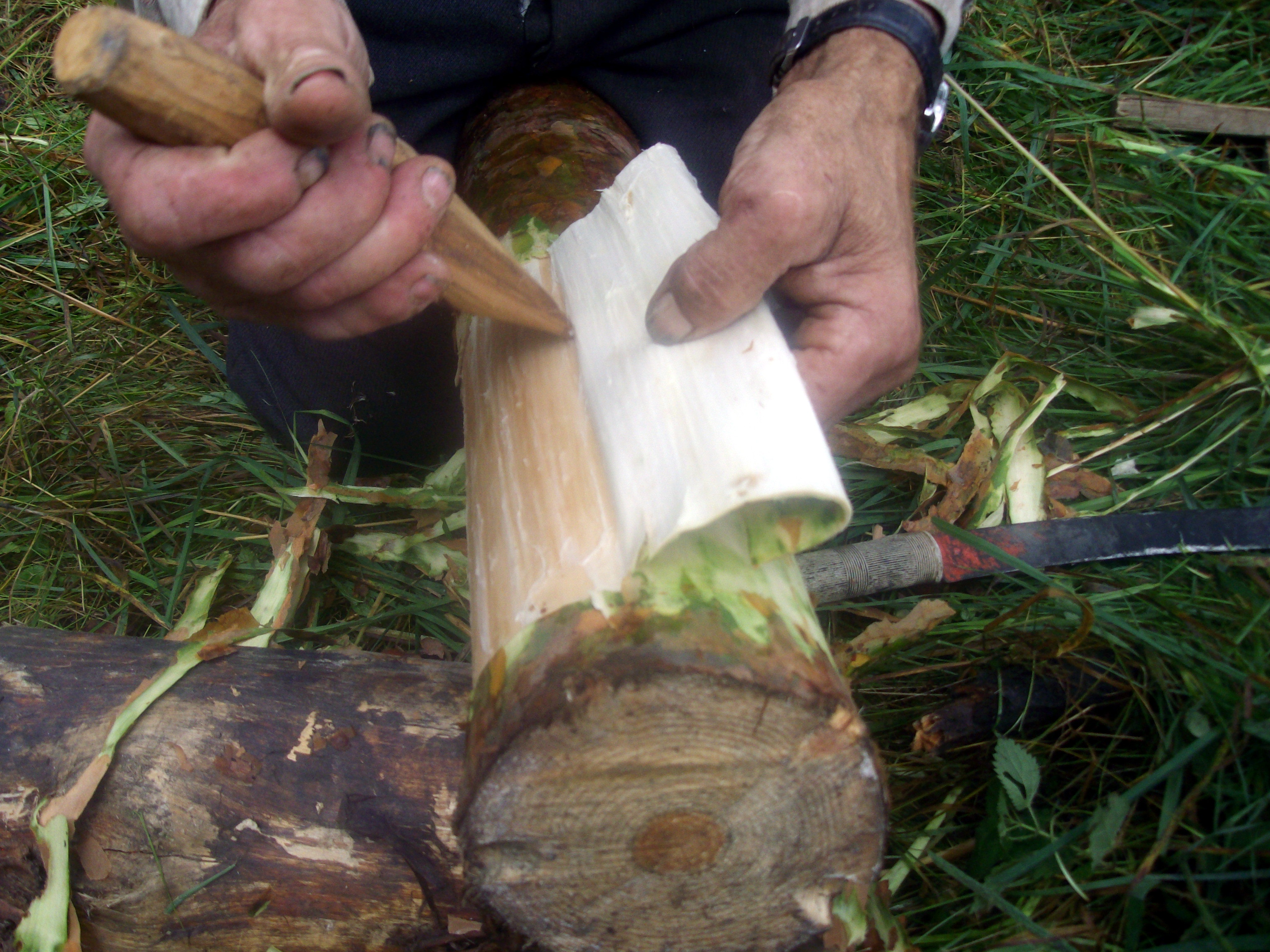
Tước lớp vỏ bên trong của một nhánh cây thông

Mạch rây của cây thông được sử dụng ở Phần Lan và khu vực Scandinavia như là một thực phẩm thay thế trong những thời đói kém và ngay cả trong những năm sung túc ở vùng đông bắc. Nguồn dự trữ mạch rây từ những năm trước đã giúp tránh được sự thiếu hụt thức ăn trong nạn đói lớn vào những năm 1860 xảy ra ở Phần Lan và Thụy Điển (Nạn đói ở Phần Lan (1866-1868) và Nạn đói ở Thụy Điển (1867–1869)). Mạch rây được sấy khô và xay thành bột (gọi là pettu trong tiếng Phần Lan) và trộn với lúa mạch đen để làm thành một loại bánh mì đen cứng, bánh mì vỏ cây. Một loại bánh mì được làm chỉ từ sữa bơ (buttermilk: một loại sữa thừa sau khi làm bơ) và pettu mà không có bột lúa mạch đen hoặc bột mì, gọi là silkko, ít được ưa thích nhất. Hiện nay, pettu được cho là có lợi cho sức khỏe. Tuy nhiên, năng lượng thực phẩm mà nó chứa thấp hơn các loại có bột mì hoặc hắc mạch.